# Museum of Contemporary Art San Diego
Museum of Contemporary Art San Diego (Muzeum Sztuki Współczesnej w San Diego, MCASD) – muzeum sztuki współczesnej w San Diego w Kalifornii, składa się z dwóch filii w downtown San Diego i dzielnicy La Jolla. Zajmuje się sztuką stworzoną po 1950 roku. Muzeum powstało w 1941 roku w La Jolla, ufundowane przez lokalną filantropkę Ellen Browning Scripps. Mieściło się w jej byłej rezydencji z 1915 roku. W latach 90. XX wieku budynek został przebudowany przez architekta Roberta Venturi, współwłaściciela Venturi Scott Brown & Associates. Filia w downtown San Diego powstała w 1993 roku, jako odpowiedź na potrzeby mieszkańców rosnącego miasta. W 2007 roku otworzono tam też nowy budynek muzeum projektu Richarda Gluckmana. Museum of Contemporary Art San Diego jest instytucją non-profit, z funduszem ok. 40 mln dol i rocznym budżetem ok. 6 mln dol. Utrzymuje się z darowizn fundacji, indywidualnych darczyńców, korporacji i agencji rządowych. W kolekcji muzeum znajdują się m.in. prace nurtu Pop-art, konceptualizmu i minimalizmu. Do artystów, których prace znajdują się w kolekcji muzeum należą m.in.: Andy Warhol, Ellsworth Kelly, Claes Oldenburg.